# Nick Pope
Nicholas David „Nick“ Pope (* 19. April 1992 in Soham, Cambridgeshire) ist ein englischer Fußballtorhüter. Seit Sommer 2022 steht er beim Erstligisten Newcastle United unter Vertrag und spielt außerdem seit 2018 für die Nationalmannschaft seines Landes.

## Karriere

### Verein
Der aus Cambridgeshire im englischen Südosten stammende Pope besaß bereits als Kind eine Dauerkarte für Ipswich Town aus der benachbarten Grafschaft Suffolk. Über die Jugend des Vereins kam Pope als 16-Jähriger zu Bury Town, wo er erste Erfahrungen im Amateurbereich sammeln konnte. Anschließend verpflichtete ihn der damalige Drittligist Charlton Athletic, bei dem er am 4. Mai 2013 nach einer Einwechslung sein Profidebüt feierte.
Nach mehreren Leihen verpflichtete ihn im Juli 2016 der Premier-League-Aufsteiger FC Burnley zur Saison 2016/17, wo er einen 3 Jahre geltenden Vertrag unterschrieb. Als Ersatz für den verletzten Tom Heaton kam Pope jedoch erst am 10. September 2017, in der Folgesaison, zum ersten Mal in der höchsten englischen Liga zum Einsatz. Im weiteren Verlauf avancierte er zum Stammtorhüter und erreichte mit der Mannschaft die Qualifikation zur UEFA Europa League, wo man aber in den Play-offs an Olympiakos Piräus scheiterte. Nachdem er verletzungsbedingt die Saison 2018/19 verpasst hatte, etablierte sich Nick Pope in den folgenden drei Spielzeiten als Nummer eins im Tor seines Vereins. In der Premier League 2021/22 stieg der Torhüter mit seiner Mannschaft als Drittletzter in die zweite Liga ab.
Daraufhin wechselte der 30-Jährige im Juni 2022 zu Newcastle United, wo er einen bis 2026 gültigen Vertrag unterschrieb.

### Nationalmannschaft
Aufgrund seiner Leistungen im Verein – 39 Gegentore, der sechstbeste Wert der Liga – nominierte ihn Nationaltrainer Gareth Southgate im Mai 2018 als dritten Torhüter für den Kader zur WM 2018 in Russland. In einem vorher stattfindenden Testspiel gegen Costa Rica am 7. Juni 2018 debütierte Nick Pope nach einer Einwechslung für Jack Butland in der Nationalmannschaft.
Im Jahr 2022 wurde Pope erneut als Ersatztorhüter in den englischen Kader für die Fußball-WM in Katar berufen.